# ACT Apricot F2
ACT Apricot F2 (Apricot F2 / F10) је професионални рачунар, производ фирме ACT који је почео да се израђује у Уједињеном Краљевству током 1985. године.
Користио је Intel 8086 као централни микропроцесор а RAM меморија рачунара Apricot F2 је имала капацитет од 512k, до 768k. 
Као оперативни систем кориштен је MS-DOS}- (Apricot клон) + Activity (графички интерфејс).

## Детаљни подаци
Детаљнији подаци о рачунару Apricot F2 су дати у табели испод.
|                       | |
| [ 1 ]                 | |
| Произвођач            | |
| Тип                   | професионални рачунар |
| Меморија              | 512k, до 768k |
| Поријекло             | Уједињено Краљевство |
| Година                | 1985 |
| Тастатура             | инфрацрвено повезана тастатура са пуним помаком тастера, са нумеричким и едит тастерима, 92 тастера, 8 функцијских тастера |
| Процесор              | 8086 |
| Фреквенција процесора | 4,77 |
| RAM                   | 512k, до 768k |
| ROM                   | 32k, све до 64k |
| Текст                 | 80 x 25 |
| Графика               | 320 x 256 (16 боја), 640 x 200 (4 боје), 640 x 256 (4 боје)                                                                |
| Боја                  | 16 |
| Звук                  | мали звучник |
| Димензије             | 45 (ширина) x 20 (ширина) x 17,2 (висина) / 5,8                                                                            |
| Портови               | |
| Оперативни систем     | (Apricot клон) + (графички интерфејс)                                                                                      |